# Ludwig (film)
Ludwig är en italiensk dramafilm från 1972 regisserad av Luchino Visconti.
Filmen är en biografi över Ludvig II av Bayern (spelad av Helmut Berger), som är mer intresserad av att bygga sagolika slott och stödja Richard Wagner (spelad av Trevor Howard) än att sköta riket. Ludwig var den sista delen i Viscontis "tyska trilogi", där även De fördömda och Döden i Venedig ingår.